# Старый Закамский
Старый Закамский — посёлок в Мамадышском районе Татарстана. Входит в состав Сокольского сельского поселения.

## География
Находится в центральной части Татарстана на расстоянии приблизительно 16 км на юго-восток по прямой от районного центра города Мамадыш на левом берегу Камы.

## История
Основан в 1946 году, официально зарегистрирован в 1959 году.

## Население
Постоянных жителей было: в 1970—301, в 1979—180, в 1989 — 84, в 2002 году 27 (русские 70 %), в 2010 году 11.